# TGV 001
TGV 001（法语全称：Train à Grande Vitesse 001，中文意译：法国高速列车001号），是法国高速列车（TGV）的首款原型動車組，車輛於1969年完工，1972年開始測試。這款試驗列車由阿爾斯通建造，使用煤油作燃料、燃氣輪推動，設計速度為每小時250至300公里。
阿爾斯通原擬建造兩組燃氣輪列車，但最後僅完成了一列，第二組原型車為一擺式列車，因技術上出現困難而被放棄。
完成出廠的一號車為數五節，包括頭尾機車部份及中間三節車廂。列車的轉向架除頭尾兩組外，其餘均置於兩節車廂之間，所有車軸均自帶動力。列車於1972年3月24日建造完成，並於4月4日開始進行測試，在12月8日的試驗中，列車最高時速達318公里，至今仍為燃氣輪列車的世界紀錄。
隨著1973年發生第一次石油危機，油價急速上漲，法國方面認為以燃油作高速列車動力並不可行，因此將研發法国高速列车（TGV）的路向改以電力作為能源。列車的試驗結果也於1978年6月19日正式定案。
現時兩節機車在貝爾福及比沙伊姆作靜態保存。

## 外部連結
- TGV 001圖片